# Кутубу
Кутубу (англ. Lake Kutubu) — озеро в Папуа — Новой Гвинее, расположенное в провинции Сатерн-Хайлендс. Находится к востоку от реки Кикори, в которое впоследствии сбрасывает свою воду. Примерно в 50 км к северо-востоку от озера расположен город Менди, являющийся провинциальной столицей. Кутубу — одно из немногих озёр в стране, расположенных в низменности среди горной местности. Оно является вторым по площади озером Папуа — Новой Гвинеи, уступая лишь озеру Марри, и крупнейшим горным озером страны (высота над уровнем моря составляет 800 м). Площадь водной поверхности Кутубу составляет 49,24 км², а водосбора — 250 км². Вместе с озером Сентани Кутубу выделен Всемирным фондом дикой природы в самостоятельный экорегион.
В озере расположено несколько небольших островов, крупнейших из которых — остров Васеми в северной части Кутубу. Вода озера прозрачная, а максимальная глубина достигает 70 м. Питание происходит преимущественно за счёт подземных источников, хотя в Кутубу также впадает несколько небольших речушек. Вблизи озера проживают две основные этнические группы — народ фоэ на юге и фасу на севере, расселённые по 33 деревням с общей численностью населения в 10 885 человек.
Озеро дало название одноимённому нефтяному проекту, являющемся первым коммерческим нефтяным промыслом в Папуа — Новой Гвинее, разработка которого началась в 1992 году компанией Oil Search Limited. Появление в регионе нефтяных вышек позитивно отразилось на местной экономике, что, в свою очередь, привело к притоку населения. Экологические же проблемы, вызванные резким ростом населения, вылились в загрязнение окружающей среды, уничтожение лесов и чрезмерному промыслу рыбы. Предполагаемое строительство газопровода и дороги в случае неправильного управления, предположительно, приведут к усугублению сложившейся ситуации.
В Кутубу зарегистрировано 12 эндемичных видов рыб, что делает озеро самым необычным озёрным местом обитания для рыб в новогвинейско-австралийском регионе. К эндемикам относятся:
- Oloplotosus torobo
- Melanotaenia lacustris
- Craterocephalus lacustris
- Hephaestus adamsoni
- Mogurnda kutubuensis
- Mogurnda spilota
- Mogurnda variegata
- Chilatherina sentaniensis.

Из-за биологического разнообразия и экологической важности район озера, согласно Рамсарской конвенции, имеет статус «водно-болотного угодья международного значения». Обозначенный район совпадает с Кутубским районом охраны природы (его площадь составляет около 240,57 км²), исследование которого осуществляется Всемирным фондом дикой природы. Озеро Кутубу также включён вместе с речным бассейном реки Кикори в предварительный список объектов всемирного наследия.